# Navip Zemun
Navip Zemun (code BELEX : NAVP) est une entreprise serbe qui a son siège social à Zemun, un quartier de Belgrade, la capitale de la Serbie. Elle travaille dans le secteur des vins et spiritueux.

## Histoire
Navip Zemun a été admise au marché non réglementé de la Bourse de Belgrade le 11 août 2006 ; elle en a été exclue le 25 mai 2012.

## Activités
Navip travaille dans la production et la vente de vin, de brandy et d'autres boissons alcoolisées. La société produit des vins du Cabernet Sauvignon, du Merlot, du Muscat ottonel, du Riesling, du Gewurztraminer, du Pinot noir et du Vranac, un cépage qui n'est produit qu'au sud de la Serbie, en Macédoine et au Monténégro. Parmi les spiritueux fabriqués et vendus par la société, on peut citer la loza et de la slivovitz vendue sous la marque Navip.
Le réseau de distribution de Navip Zemun couvre toute la Serbie mais la société exporte également ses produits en Allemagne, au Royaume-Uni, aux États-Unis, au Canada, au Japon, en Pologne et en Russie.
Navip opère à travers six filiales : Navip Vinea, Navip Autoprevoz, Navip Vinarstvo, Navip fruškogorac, Navip Vencacki vinogradi et Navip-Venčački vinogradi. Elle dispose de huit succursales, à Petrovaradin, Zemun, Krnjevo, Crkvenac, Jagodina, Pirot, Leskovac et Vranje.

## Données boursières
Le 25 mai 2012, lors de sa dernière cotation, l'action de Navip Zemun valait 879 RSD (7,87 EUR),. Elle a connu son cours le plus élevé, soit 3 010 RSD (26,95 EUR), le 21 août 2006 et son cours le plus bas, soit 835 RSD (7,47 EUR), le 11 janvier 2007.
Le capital de Navip Zemun est détenu à hauteur de 34,15 % par des personnes physiques.